# The Yes Album
The Yes Album is het derde studioalbum van de Britse progressieve-rockband Yes. Dit is het eerste album van Yes waarop gitarist Steve Howe te horen is. Het album betekende ook het begin van Yes' grote bekendheid als een van de pioniers in progressieve rock. The Yes Album kwam in het Verenigd Koninkrijk en de Verenigde Staten tot respectievelijk nummer 7 en nummer 40 in de albumhitlijsten, terwijl het in Nederland zijn hoogste positie op nummer 15 heeft gehad.
De langere nummers op dit album, zoals "Yours Is No Disgrace" en "Starship Trooper", vormden de voorbode van de nummers die op de volgende albums Fragile en Close to the Edge Yes hun echte progressieve naam zouden geven. Het bekendste nummer van het album is ongetwijfeld "I've Seen All Good People" dat nog vaak op 'classic'-radiostations te horen is en tot en met 2015 in de Top 2000 stond.
Een ander kenmerk van het album is de solobijdrage van elk bandlid. Dit is iets wat later bij de band terug te zien zou zijn. Op dit album is het Steve Howe die met zijn live opgenomen nummer "Clap" zijn akoestische gitaarkunsten laat horen. Jon Anderson introduceerde het nummer als "The Clap", slang voor gonorroe. Het nummer is ook onder die naam vermeld op de lp- en de eerste cd-uitgaven.
De Amerikaanse tournee die aansloot op de verschijning van dit album werd een sof; Yes speelde toen in het voorprogramma van Jethro Tull.

## Nummers
| Nr. | Titel                                               | Duur |
| --- | --------------------------------------------------- | ---- |
| 1.  | Yours Is No Disgrace                                | 9:41 |
| 2.  | Clap (Live opgenomen in The Lyceum op 17 juli 1970) | 3:17 |
| 3.  | Starship Trooper                                    | 9:28 |
| 4.  | I've Seen All Good People                           | 6:55 |
| 5.  | A Venture                                           | 3:18 |
| 6.  | Perpetual Change                                    | 8:50 |

| Nr. | Titel                                          | Duur |
| --- | ---------------------------------------------- | ---- |
| 7.  | Your Move (Single Version)                     | 3:00 |
| 8.  | Starship Trooper: Life Seeker (Single Version) | 3:28 |
| 9.  | Clap (Studio Version)                          | 4:02 |

## Bezetting
- Jon Anderson: zang, percussie
- Chris Squire: basgitaar, zang
- Steve Howe: gitaar, zang
- Tony Kaye: piano, Moog, orgel
- Bill Bruford: drums, percussie

- MusicBrainz release group: 0fa03925-736c-3537-b0c6-201091543177